# ロバート・ゴーディ
ロバート・ゴーディ（Robert Gordy, 本名：Robert L. Gordy, 1931年 - 2022年10月21日）は、ベリー・ゴーディ・Sr.とバーサ・フラーの末子で、モータウン・レコードの創業者ベリー・ゴーディ・Jr.の末弟。アメリカ合衆国ミシガン州デトロイト生まれ。
ロバートは、歌手として短期間活動したこともあり、1958年には、自身の兄であるロバート・ベリーとの競作により、ボブ・カイリ (Bob Kyli) という芸名で「Everyone Was There」（エブリワン ワズ ゼア）というノベルティ・ソングをマイナー・ヒットさせたことがある。
姉のルーシー (英語: Loucye) が死去した後、ロバートはモータウンの音楽出版部門である Jobete Music の代表となった。
ロバート・ゴーディは、兄ベリー・ゴーディ・ジュニアが制作した映画『ビリー・ホリデイ物語/奇妙な果実』（1972年）で、ホーク (英語: Hawk) 役を演じた。